# 厚木氏
厚木氏（あつぎし/あつきし）は鎌倉時代から江戸時代中期の武家。清原氏を祖とし芳賀氏の重臣。後に後北条氏家臣、結城氏家臣。家紋は丸に橘。
都立谷中霊園、天王寺墓地に三本の榊が植えられた末裔の墓がある。
江戸時代中期、日本橋に女科（産婦人科)を開設、医家となった。

## 主な武将
- 厚木朝高 - 美濃守。主君・芳賀高経が宇都宮興綱に叛乱を起こそうとした際に諌めるが高経はこれを聞き入れず相模国厚木へ出奔。 後北条氏に仕えた後、結城晴朝に従い結城氏家臣として厚木城に復帰したが水谷氏に攻略され落城した。→ 水戸家客分[2]
- 厚木掃部介 - 永享12年（1440年）の結城合戦にて結城氏方に味方し討死。

## 主な末裔

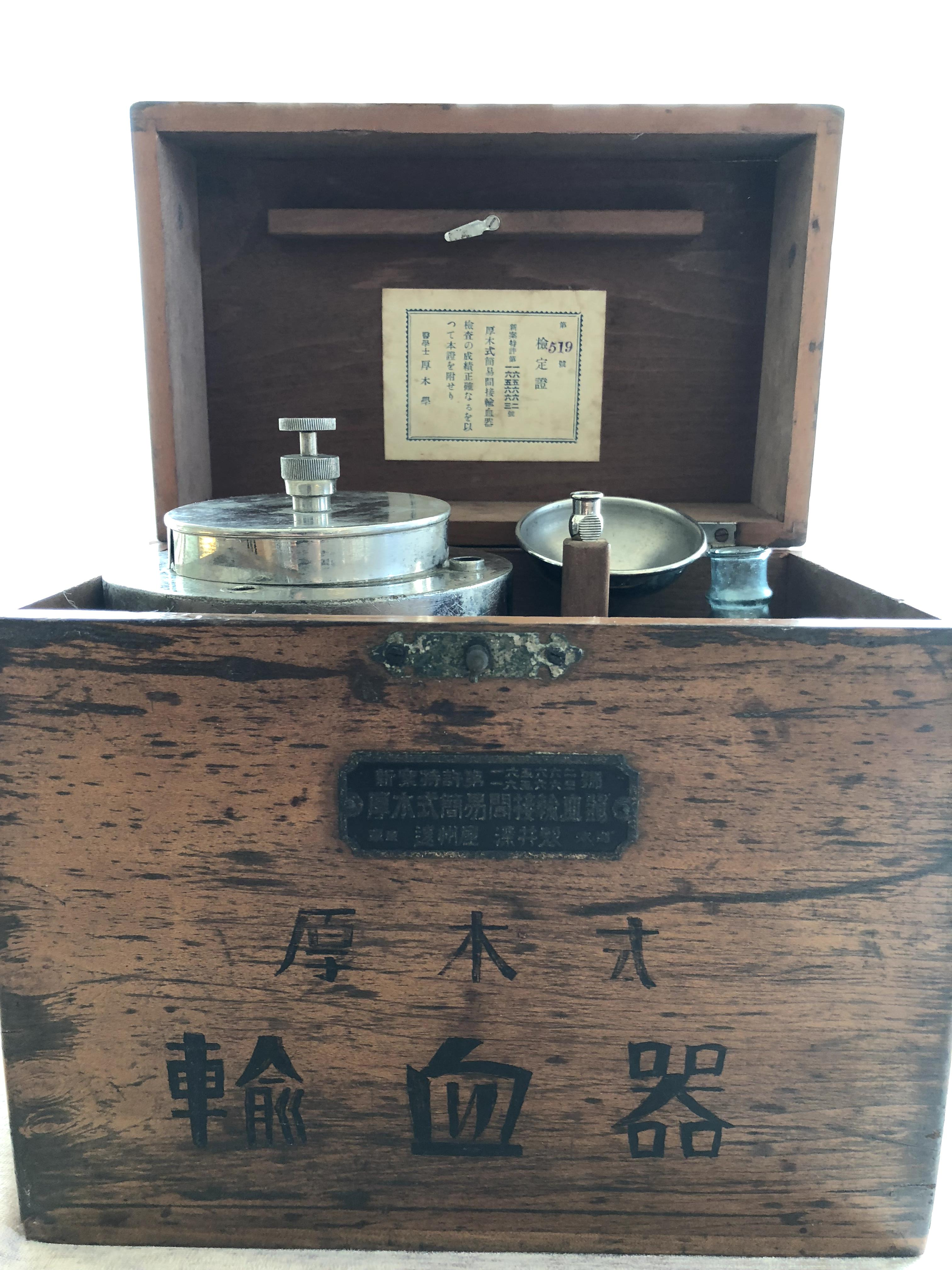
厚木式簡易間接輸血器

- 厚木學 - 厚木産婦人科5代目院長。北海道帝国大学医学部卒業。厚木式簡易間接輸血器を開発、大日本帝国海軍より正式採用とされた。御手洗毅とは大学同期であり親交厚く、キヤノン創設にあたっては出資を行い協力。また永井荷風の主治医を務め、往診を行った。[3]1954年（昭和29年）6月、大腸癌にて逝去。行年54歳。
- 厚木齊陽 - 學の長男。成城高等学校 (旧制)を経て東北帝国大学医学部卒、東京大学文学部哲学科卒。東京産婦人科医会5代目会長、日本産婦人科医会常務理事、厚木産婦人科 (平成18年よりアツキ女性クリニックと称す) 6代目院長。  通称、「厚木斉陽」。2016年12月24日、老衰にて逝去。行年93歳。新たな医療哲学体系の構築を希求し、東洋医学と西洋医学を組み合わせ、全人的医療を実践した医師であった。[4]
- 厚木淳 - 學の次男。日本の翻訳家、編集者。成城高等学校 (旧制)を経て、京都帝国大学経済学部在学中に創元社入社、東京創元社にて編集者、翻訳者として就労、兄、厚木齊陽の助言により、創元推理文庫にSF部門を設ける。主要訳書は『銀河帝国の興亡』（アイザック・アシモフ)、『火星のプリンセス』を代表とするエドガー・ライス・バローズ、及びアガサ・クリスティ等。2003年5月19日、胆管癌にて逝去。行年73歳。100冊近い翻訳を手がけ、英語とフランス語の本がともに読める編集者であった[5]。

## 家訓
- 「嫡男は起倒流の体術に精励すべし」[6]